# Sucedió en Sevilla
Sucedió en Sevilla es una película musical española de 1955 dirigida por José Gutiérrez Maesso y protagonizada por Juanita Reina, Rubén Rojo y Alfredo Mayo.
Es una nueva versión de la película de 1942 La blanca Paloma en la que Reina también era la protagonista. Se hizo otra versión posterior en 1966 titulada Camino del Rocío con Carmen Sevilla como estrella. Todas las versiones adaptan la novela póstuma La virgen del Rocío ya entró en Triana de Alejandro Pérez Lugín y completada por su discípulo Manuel Siurot.
Los decorados de la película estuvieron diseñados por Enrique Alarcón.

## Reparto
- Juanita Reina es Esperanza.
- Rubén Rojo es Juan Antonio.
- Alfredo Mayo es Alberto Campos.
- Maria Piazzai es María Jesús.
- Julia Caba Alba es Sirvienta.
- José Calvo es Mayoral Manuel.
- Concha Colado
- María Fernanda D'Ocón
- José Marco Davó es Fernando Aguilar.
- Manuel Fuentes
- Cándida Losada es Cristina.
- María Vicenta Martín
- Juanjo Menéndez es Morton.
- Mario Moreno es Ricardo Parra 'Ceci'.
- Elisa Méndez es Doña Martina.
- Amelia Ortas
- Luis Pavón
- Manuel Portela
- Prudencio Rivas
- Luisa Sala
- Carmen Sanz
- Josefina Serratosa
- Laura Valenzuela